# Metropolitans de Seattle
Les Metropolitans de Seattle sont une équipe de hockey sur glace d'Amérique du Nord du début du XXe siècle. L'équipe basée à Seattle dans l'État de Washington évolue aux États-Unis dans l'Association de hockey de la Côte du Pacifique, entre 1915 et 1924, remportant le trophée le plus prestigieux du monde du hockey, la Coupe Stanley, en 1917,.

## Historique

### Les débuts
La Pacific Coast Hockey Association est créée en 1912 et en 1915, une nouvelle patinoire extérieure est créée dans la ville de Seattle, la Seattle Ice Arena. L'équipe rejoint alors les trois équipes formant la PCHA : les Rosebuds de Portland dans l'Oregon aux États-Unis et les Millionnaires de Vancouver et les Aristocrats de Victoria du Canada.
À la tête de l'équipe, Pete Muldoon occupe le poste d'entraîneur et de dirigeant de l'équipe. Le premier match est joué à guichet fermé, la direction du club ayant décidé de faire payer un dollar l'entrée pour le match contre les Aristocrats de Victoria. La victoire est au bout pour l'équipe locale avec trois buts à deux, le soir du 7 décembre 1915.
Le premier effectif des Mets – surnom de l'équipe – est composée des joueurs suivants : Bobby Rowe, Ed Carpenter, Jack Walker, Frank Foyston, Bernie Morris, Cully Wilson, Roy Rickey, Haas et Harry Holmes dans les buts, Morris étant le meilleur buteur de l'équipe avec 23 réalisations et finit même meilleur buteur de la ligue. L'équipe termine à la troisième place de la saison.

### 1916-17, la Coupe Stanley

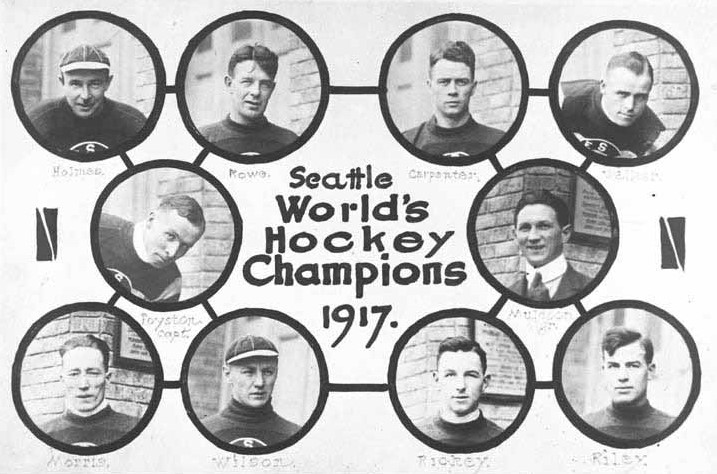
Photomontage des Metropolitans champions 1917 de la Coupe Stanley
Rang du haut : Hap Holmes, Bobby Rowe, Ed Carpenter et Jack Walker
Rang du milieu : Frank Foyston et Pete Muldoon
Rang du bas : Bernie Morris, Cully Wilson, Roy Rickey et Jim Riley.

Lors de leur deuxième saison, les Metropolitans finissent à la première place de la PCHA en gagnant le dernier match de la saison à Portland et une fiche de seize victoires pour huit défaites. Morris est une nouvelle fois le meilleur buteur de la saison avec une récolte de 37 buts. Avec cette première place, l'équipe a le droit de jouer pour la Coupe Stanley contre les champions de l'Association nationale de hockey : les Canadiens de Montréal. Le premier match des séries est joué avec sept joueurs en même temps sur la glace pour chaque équipe, selon le règlement en vigueur dans la PCHA, alors que la série se joue au meilleur des cinq matchs. Le premier match est joué le 17 mars 1917 et les Canadiens l'emportent huit buts à quatre grâce à quatre buts de Didier Pitre pour Montréal. Les Mets réagissent lors des deux matchs suivant en remportant les deux rencontres 6-1 et 4-1. Le quatrième match se joue le 26 mars devant une foule compacte et les joueurs locaux de Seattle remportent cette nouvelle confrontation 9-1 et deviennent ainsi la première équipe basée aux États-Unis à remporter la Coupe Stanley. Au total, le score est de vingt-trois à onze, avec 14 des buts des vainqueurs inscrits par Bernie Morris – dont six au cours du quatrième match. Les joueurs de Seattle touchent alors une prime de 180 dollars chacun pour leur victoire. L'équipe est quasiment la même que lors de la saison passée avec seulement le remplacement de Haas par Jim Riley.

### 1917-18, défaite en finale de la PCHA
Avant la saison 1917-18, Pete Muldoon quitte la franchise pour rejoindre celle des Rosebuds de Portland alors que Hap Holmes rejoint la toute nouvelle équipe des Arenas de Toronto dans la nouvelle ligue professionnelle d'Amérique du Nord : la Ligue nationale de hockey. Norman Fowler est alors le nouveau gardien de but de l'équipe. Avec une fiche de onze victoires pour sept défaites, l'équipe termine une nouvelle fois à la première place de l'association et Moris est encore le meilleur buteur de l'équipe. Mais depuis cette saison, les dirigeants de la PCHA ont décidé de mettre en place une finale interne entre les deux meilleures équipes afin de déterminer laquelle des deux affrontera la meilleure de la saison de la LNH.
Les Mets jouent leur finale contre les Millionnaires de Vancouver, emmenée par Cyclone Taylor, au meilleur total de buts sur deux rencontres. Lors de la première, les deux équipes ne parviennent pas à se départager avec deux buts partout mais sur la glace de Seattle, les joueurs locaux sont blanchis 1-0 par les visiteurs. L'équipe de Vancouver accède donc à la finale de la Coupe Stanley.

### 1918-19, la finale de la Coupe Stanley annulée

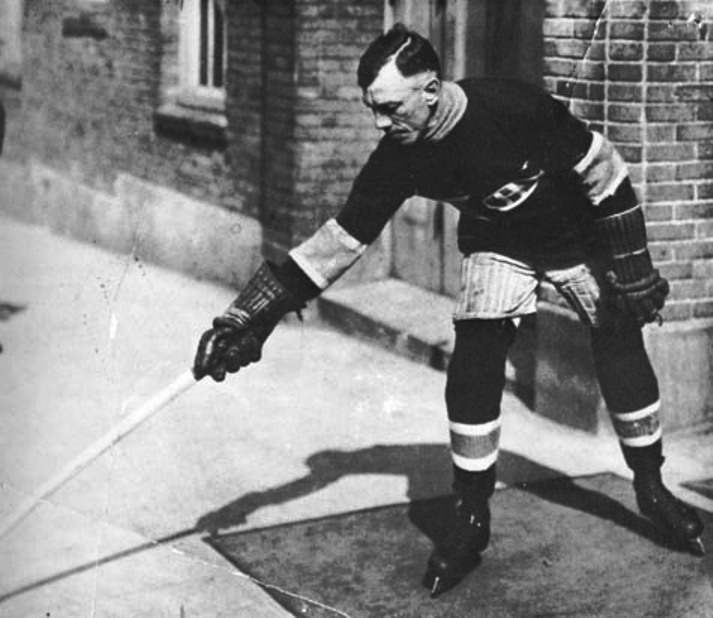
Joe Hall des Canadiens de Montréal meurt à la suite de la finale, annulée, de la Coupe Stanley.

Pour cette nouvelle saison, l'équipe enregistre le retour de deux de ses meilleurs éléments : Muldoon derrière le banc et Holmes devant le filet de l'équipe. Cette dernière connaît un bon début avec cinq victoires et une défaite en six matchs avant d'enchaîner cinq défaites consécutives. Finalement, l'équipe remporte onze matchs pour deux défaites et obtient la deuxième place de la PCHA derrière Vancouver. Une nouvelle fois les deux équipes se retrouvent en finale pour déterminer quelle équipe ira jouer la Coupe Stanley. Les joueurs de Muldoon remportent la victoire en battant Vancouver 7-5 sur le total des deux rencontres : une victoire 6-1 puis une défaite 4-1.
Ils rencontrent alors les Canadiens de Montréal de la LNH sur la patinoire de Seattle et les Mets blanchissent leur adversaire lors du premier match 7-0. Lors du deuxième match, Newsy Lalonde de Montréal inscrit un quadruplé pour la victoire des siens 4-2 puis Seattle remporte la troisième manche de la série 7-2. Le match suivant se conclut sur un score nul de parité, Holmes et Georges Vézina arrêtant tous les tirs qu'ils reçoivent. Le cinquième match est une victoire pour les Canadiens sur le score de 4-3 en prolongation mais la série est par la suite interrompue, en raison d'un grand nombre de malades atteints de la grippe espagnole. De plus au cours de ce cinquième match, Joe Hall des Canadiens de Montréal est admis à l'hôpital. Il meurt quelques jours plus tard alors que pour la première fois de l'histoire, la Coupe Stanley n'est pas remise

### 1919-20, défaite en finale de la Coupe Stanley
En 1919-20, l'équipe de Seattle termine une nouvelle fois à la première place de la saison régulière et pour la troisième année consécutive doivent jouer la finale de la PCHA contre Vancouver. Les Metropolitans perdent la première rencontre sur leur glace 3-1 mais remportent tout de même la finale en gagnant la seconde rencontre 6-0. Ils sont alors une nouvelle fois qualifiée pour la finale de la Coupe Stanley contre le vainqueur 1920 de la LNH, les Sénateurs d'Ottawa. Les matchs sont joués à Ottawa sur la patinoire extérieure de l'équipe mais les conditions de jeu font que le dernier match se joue à Toronto. Finalement, les Sénateurs l'emportent en cinq matchs : deux victoires 3-2 au premier, 2-0 au deuxième avec un blanchissage de Clint Benedict puis deux défaites 3-1 et 5-2. Le dernier match se solde sur la marque de 6-1 pour les joueurs des Sénateurs,.

### 1920-21 et 1921-22, défaites en finale de la PCHA
Lors de cette nouvelle saison, les Mets finissent à la deuxième place du classement derrière les joueurs de Vancouver avec une fiche de douze victoires, onze nuls et un match nul. Ce match nul est concédé contre Victoria, quatre buts partout, après deux heures de match. La finale classique de la PCHA entre Vancouver et Seattle tourne pour une fois à l'avantage des joueurs canadiens qui remportent les deux rencontres 7-0 et 6-2.
La saison 1921-22 ressemble à la saison précédente, même si les Metropolitans terminent premiers avec la même fiche que l'année précédente. Les Millionnaires sont deuxièmes avec autant de défaites que de victoires. Pour la cinquième année consécutive, la finale présente les mêmes adversaires et deux victoires 1-0 donnent la victoire à Vancouver.

### 1922-23 et 1923-24, les dernières saisons
Eh 1922-23, l'équipe ne parvient pas à se qualifier pour la finale de l'association en finissant à la troisième place de la saison derrière les Millionnaires et les Cougars de Victoria. Les Mets comptent une victoire de moins que les Cougars à la veille du dernier match. Les Cougars remportent ce dernier match de la saison sur la marque de 9-2, éliminant pour la première fois de leur histoire de la finale de la PCHA.
La dernière saison de l'équipe est jouée en 1923-24 alors que l'équipe termine avec une fiche de quatorze victoires pour seize défaites et malgré tout la première place au classement. En effet depuis cette saison, les équipes de la PCHA jouent huit rencontres contre les équipes de la Western Canada Hockey League et le classement tient compte de ses rencontres. Malgré tout, l'équipe des Mets est éliminée en finale de l'association à la suite d'un match nul 2-2 puis d'une victoire 2-1 en prolongation de Vancouver sur un but de Frank Boucher. L'équipe met fin à ses activités à la suite de cette saison en raison d'une patinoire en mauvais état, patinoire qui est transformée l'année suivante en parking,.

## Saisons après saisons
| Saison  | PJ | V  | D  | N | Pts | BP  | BC  | Classement | Séries éliminatoires |
| ------- | -- | -- | -- | - | --- | --- | --- | ---------- | --- |
| 1915-16 | 18 | 9  | 9  | 0 | 18  | 68  | 67  | Troisièmes | Non qualifiés |
| 1916-17 | 24 | 16 | 8  | 0 | 32  | 125 | 80  | Premiers   | 3-1 contre les Canadiens de Montréal (ANH) Vainqueur de la Coupe Stanley                                                |
| 1917-18 | 18 | 11 | 7  | 0 | 22  | 67  | 65  | Premiers   | 3-2 contre les Millionnaires de Vancouver Défaite en finale de la PCHA                                                  |
| 1918-19 | 20 | 11 | 9  | 0 | 22  | 66  | 46  | Deuxièmes  | 7-5 contre les Millionnaires de Vancouver Finale de la Coupe Stanley contre les Canadiens (LNH) annulée                 |
| 1919-20 | 22 | 12 | 10 | 0 | 24  | 59  | 55  | Premiers   | 7-3 contre les Millionnaires de Vancouver 2-3 contre les Sénateurs d'Ottawa (LNH) Défaite en finale de la Coupe Stanley |
| 1920-21 | 24 | 12 | 11 | 1 | 25  | 77  | 68  | Deuxièmes  | 2-13 contre les Millionnaires de Vancouver                                                                              |
| 1921-22 | 24 | 12 | 11 | 1 | 25  | 65  | 64  | Premiers   | 0-2 contre les Millionnaires de Vancouver                                                                               |
| 1922-23 | 30 | 15 | 15 | 0 | 30  | 100 | 106 | Troisièmes | Non qualifiés |
| 1923-24 | 30 | 14 | 16 | 0 | 28  | 84  | 99  | Premiers   | 3-4 contre les Maroons de Vancouver Défaite en finale de la PCHA                                                        |

## Joueurs de l'équipe
Le tableau ci-dessous présente l'ensemble des joueurs ayant porté le maillot de l'équipe des Metropolitans de Seattle.
| Alvin Fisher   | 15  | 1   | 1  | 2   | 2   | 2  | 0  | 0 | 0  | 0  |                     |                |
| Archie Briden  | 70  | 15  | 5  | 20  | 63  | 2  | 0  | 0 | 0  | 3  |                     |                |
| Bernie Morris  | 160 | 148 | 75 | 223 | 137 | 10 | 15 | 2 | 18 | 0  |                     |                |
| Bobby Rowe     | 201 | 41  | 36 | 77  | 297 | 24 | 3  | 5 | 8  | 33 |                     |                |
| Charlie Tobin  | 40  | 14  | 4  | 18  | 9   | 9  | 0  | 0 | 0  | 0  |                     |                |
| Cully Wilson   | 68  | 44  | 23 | 67  | 198 | 13 | 5  | 6 | 11 | 15 |                     |                |
| Ed Carpenter   | 42  | 11  | 7  | 18  | 36  | 4  | 0  | 0 | 0  | 3  |                     |                |
| Frank Foyston  | 202 | 174 | 53 | 227 | 133 | 26 | 30 | 5 | 35 | 26 |                     |                |
| Gord Fraser    | 83  | 23  | 9  | 32  | 142 | 4  | 0  | 0 | 0  | 4  |                     |                |
| Gord McFarlane | 28  | 4   | 1  | 5   | 36  | 2  | 1  | 0 | 1  | 2  |                     |                |
| Gord Roberts   | 18  | 20  | 3  | 23  | 24  | 2  | 0  | 0 | 0  | 3  |                     |                |
| Haas           | 3   | 0   | 0  | 0   | 0   |    |    |   |    |    |                     |                |
| Harry Holmes   | 192 | 0   | 0  | 0   | 0   |    |    |   |    |    | 1915-1917 1918-1924 | Gardien de but |
| Hugh Manson    | 7   | 0   | 0  | 0   |     |    |    |   |    |    |                     |                |
| Jack Arbour    | 28  | 3   | 2  | 5   | 16  | 2  | 1  | 0 | 1  | 0  |                     |                |
| Jack Walker    | 185 | 82  | 58 | 40  | 31  | 24 | 6  | 9 | 15 | 3  |                     |                |
| Jim Riley      | 155 | 90  | 25 | 115 | 226 | 19 | 2  | 4 | 6  | 11 |                     |                |
| Lester Patrick | 17  | 2   | 8  | 10  | 15  | 2  | 0  | 1 | 1  | 0  |                     |                |
| Muzz Murray    | 55  | 7   | 5  | 12  | 5   | 13 | 6  | 1 | 7  | 18 |                     |                |
| Norman Fowler  | 18  | 0   | 0  | 0   |     |    |    |   |    |    |                     | Gardien de but |
| Phil Stevens   | 1   | 0   | 0  | 0   | 0   |    |    |   |    |    |                     |                |
| Ran McDonald   | 11  | 2   | 1  | 3   | 6   | 7  | 2  | 2 | 4  | 6  |                     |                |
| Roy Rickey     | 151 | 21  | 19 | 40  | 59  | 22 | 3  | 5 | 11 | 28 |                     |                |
| Sibby Nichols  | 4   | 0   | 0  | 0   | 3   | 6  | 0  | 0 | 0  | 0  |                     |                |
| Smokey Harris  | 30  | 8   | 10 | 18  | 30  | 2  | 0  | 0 | 0  | 4  |                     |                |
| Tom McCarthy   | 16  | 2   | 1  | 3   | 0   |    |    |   |    |    |                     |                |